# هوارد کازانجیان
هوارد کازانجیان (ارمنی: Հաուարդ Կազանջյան؛ انگلیسی: Howard Kazanjian؛ زادهٔ ۲۶ ژوئیهٔ ۱۹۴۲) تهیه‌کننده فیلم، پدیدآور ارمنی‌تبار اهل ایالات متحده آمریکا است. وی از سال ۱۹۶۸ میلادی تاکنون مشغول فعالیت بوده‌است.

## گزیده فیلمشناسی
- این گروه خشن (۱۹۶۹)
- کارآگاه راکفورد (۱۹۷۴)
- توطئه خانوادگی (۱۹۷۶)
- قطار هوایی (۱۹۷۷)
- مهاجمان صندوق گمشده (۱۹۸۱)
- بازگشت جدای (۱۹۸۳)
- تازه‌وارد (۱۹۹۰)
- مرد خرابکار (۱۹۹۳)
- پل سن لوئیس ری (۲۰۰۴)